# Петухово (платформа)
Петухово — пассажирская железнодорожная платформа Томской ветви Западно-Сибирской железной дороги. Находится остановочный пункт на территории Томского района Томской области, в населённом пункте железнодорожный разъезд Петухово, в 2,5 км от села Петухово.
Код ЕСР:	873738
Возле платформы находятся дачные участки.
Поезда Тайга-1 — Томск-2, Томск-1 — Басандайка и обратно.
ближайшие транспортные узлы
- 56 км (Рябинка),	остановочный пункт	~ 1 км
- Петухово,	автобусная остановка	~ 2 км
- Петухово, новостройка	автобусная остановка	~ 3 км
- Каштак,	остановочный пункт	~ 4 км
- Богашёво,	аэропорт	~ 5 км
- Межениновка	ж/д станция	~ 5 км

Соседние станции (ТР4)
873723 Межениновка
873742 Каштак